# Orquestra Sincronitzada Original de Praga
L'Orquestra Sincronitzada Original de Praga (en txec: Originální Pražský Synkopický Orchestr o OPSO) és una banda de jazz txeca formada a Praga, quan encara era Txecoslovàquia, en 1974. És ben coneguda per les reconstruccions acurades de les interpretacions de música dels anys 1920, utilitzant instruments autèntics i la improvisació a l'estil de l'època.
La formació inicial del 1974 era una banda de cinc homes (tres instruments de vent, piano i banjo) sota la direcció artística del musicòleg Pavel Klikar. Tres membres més es van unir el 1976: un segon saxo, un violí i el vocalista Ondřej Havelka. Al maig de 1978, la banda va tenir protagonisme europeu tocant al Festival de Vell Jazz a Breda (Països Baixos). Aquella tardor la banda es va expandir a dotze membres.
Durant els anys vuitanta, els concerts en directe del conjunt van comptar regularment amb lletres en anglès, però les actuacions no es van retransmetre.
El 1995 la banda es va dividir, i Havelka va fundar un grup rival que finalment va adoptar el nom d'Ondřej Havelka and his Melody Makers.
L'Orquestra Sincronitzada Original de Praga continua actuant, i és coneguda per les actuacions a l'aire lliure al Pont de Carles de Praga.

## Discografia
- Originální Pražský Synkopický Orchestr (1976, SP Panton)
- Ragtime - 2 skladby na LP (1977, LP Supraphon)
- Original Prague Syncopated Orchestra at Breda Jazz Festival (1979, LP Jazz Crooner, Holland)
- Originální Pražský Synkopický Orchestr (1979, LP Supraphon & WAM – Germany)
- Srdce Mé Odešlo Za Tebou - 2 skladby (1980, SP Panton)
- Stará Natoč Gramofon (1982, LP Panton + reed. CD)
- Jazz & Hot Dance Music 1923 - 31 (1984, LP Panton + reed. CD)
- Sám s Děvčetem v Dešti (1989, LP Panton + reed. CD)
- Hello Baby (1994, CD EMI – Monitor)
- Walking and Swinging (1996, CD EMI – Monitor)
- Blues pro Tebe (1998, CD EMI – Monitor)
- Goin' Crazy with The Blues (2002, CD BWS)
- Sweet Like This (2006, CD BWS)